# Pieve Tesino
Pieve Tesino est une commune italienne d'environ 700 habitants située dans la province autonome de Trente dans la région du Trentin-Haut-Adige dans le nord-est de l'Italie.

## Géographie
Le village se situe sur les pentes du mont Silana à une altitude de 843 mètres. Avec les villages de Castello Tesino et de Cinte Tesino, il forme le haut-plateau du Tesino. Le village s’étend uniformément le long de la route reliant Bieno à Castello Tesino. Le territoire de Pieve est formé par de vastes zones boisées, principalement de sapins, de mélèzes et d’arbres à feuilles caduques. Sur son territoire s’écoule le torrent Grigno.

## Personne liée à Pieve Tesino
- Alcide De Gasperi, homme d'Etat italien, né à Pieve Tesino ; le musée de sa maison a reçu le Label du patrimoine européen.

## Administration
| Période                                  | Période   | Identité        | Étiquette              | Qualité               |
| ---------------------------------------- | --------- | --------------- | ---------------------- | --------------------- |
| 15 novembre 2015                         | en charge | Carola Gioseffi | Lista civica Per Pieve | Sindaco (bourgmestre) |
| Les données manquantes sont à compléter. |           |                 |                        |                       |

### Communes limitrophes
Les communes limitrophes sont  Bieno, canal San Bovo, Castel Ivano, Castello Tesino, Castello-Molina di Fiemme, Cavalese, Cinte Tesino, Ospedaletto, Panchià, Scurelle, Telve, Tesero et Ziano di Fiemme.

## Liens
- Museo casa De Gasperi
- Museo per Via delle Stampe e dell'Ambulantanto
- Portale del Comune di Pieve Tesino
- Portail touristique de Valle del Tesino